# Meza banda
Meza banda är en fjärilsart som beskrevs av Evans 1937. Meza banda ingår i släktet Meza och familjen tjockhuvuden. Inga underarter finns listade i Catalogue of Life.